# Villa di Carraia

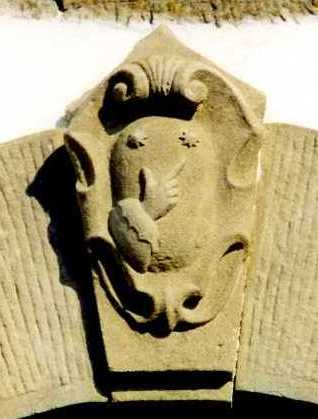
Stemma dei conti Manni sull'antico portale della villa

La villa di Carraia è un antico edificio che sorge nell'omonima località, nel comune di Lamporecchio, in provincia di Pistoia. Posta su un colle sulla strada che collega Lamporecchio a San Baronto.
Costruita a cavallo tra il XVI ed il XVII secolo, dalla nobile famiglia dei conti Manni di Pistoia, sopra un loro fortilizio medievale, è tutt'oggi di loro proprietà.

## Struttura

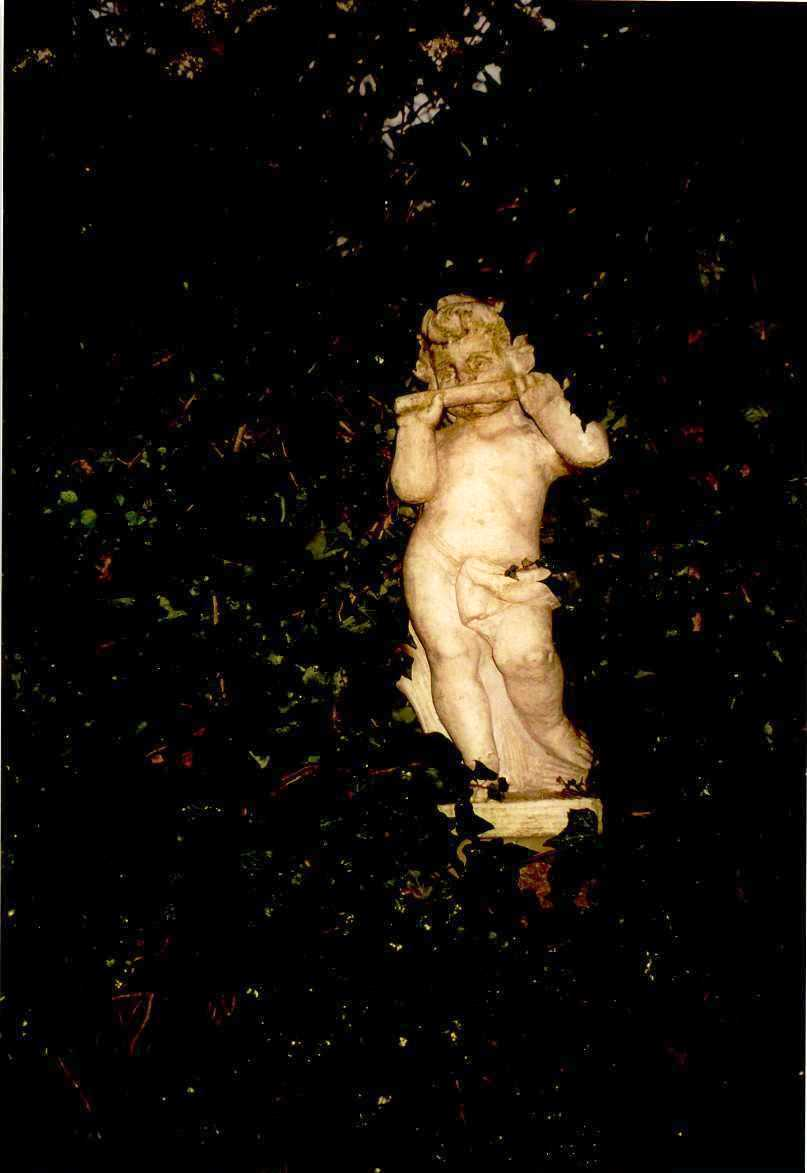
Putto nel giardino posteriore verso la Cappella

Inizialmente si presentava come un castello con quattro torri agli angoli, ma nel corso del XVIII secolo le due torri posteriori furono eliminate per consentire un "allungamento" della villa stessa, che ne aumentò la volumetria. Oggi abbiamo la facciata principale con le due torri rimaste che si affaccia sulla vallata verso Lamporecchio e che nei giorni tersi consente la vista sino al faro del porto di Livorno.
I restauri alle facciate eseguiti negli anni dalla contessa Anna Maria Manni Lucarini attuale proprietaria, ne hanno riportato in luce gli antichi splendori; i restauri proseguono all'interno di un'ala posta anteriormente sul lato sinistro, bruciatasi con un incendio negli anni trenta del Novecento.
La villa, circondata da un giardino all'italiana con statue, era al centro di una vasta tenuta agricola che comprendeva 47 poderi e case da lavoratore, altre quattro ville (Belvedere di sopra, Belvedere di Sotto, Varazzano e Giugnano) ed una cappella gentilizia dedicata a San Sebastiano, che oggi non è più parte della proprietà, non è più consacrata al culto ed è adibita ad abitazione civile.
Su una delle due torri della facciata vi è incastonata una lapide in pietra datata 1772, fatta mettere dall'allora proprietario conte Giuseppe Manni in ricordo di una falda acquifera da lui scoperta e fatta confluire in una fontana collocata sul muro della torre stessa. Il testo della lapide, oggi in parte corroso dal tempo, ha la seguente dicitura:
| D. O. M. A. D. M D C C L X X I I. NON ERAT ANTE FLVENS MANNIS SITIENTIBVS VNDA; AST DEDIT ETERNAS ARTE JOSEPHVS AQVAS. |